# Founfouna
Founfouna est une localité située dans le département de Midebdo de la province du Noumbiel dans la région Sud-Ouest au Burkina Faso.

## Géographie
Founfouna est situé à environ 8 km au nord-est de Midebdo.

## Santé et éducation
Le centre de soins le plus proche de Founfouna est le centre de santé et de promotion sociale (CSPS) de Midebdo tandis que le centre médical avec antenne chirurgicale (CMA) de la province se trouve à Batié.